# Dexia caldwelli
Dexia caldwelli là một loài ruồi trong họ Tachinidae.